# Введенский Вершино-Сумский монастырь
Введенский Вершино-Сумский монастырь — женский общежительный монастырь в Йошкар-Олинской и Марийской епархии, основанный в 1894 году на месте Вершина-Сумка из богадельни, устроенной крестьянином Герасимовым в тридцати верстах от Козьмодемьянска близ села Пайгусово (также Пинель, или Пернягаш). Утверждён в 1898 году. В 1921 году упразднён большевиками. Возобновлён в 2007 году. Находится по адресу Республика Марий Эл, Горномарийский район, выселок Революция.

## История
Вершино-Сумской Введенский Черемисский женский монастырь берёт своё начало от богадельни, основанной крестьянином Герасимовым на месте Вершина-Сумка и преобразованный в женскую общину в 1894 году. Официально утверждён в 1898 году. Этому событию предшествовали многочисленные прошения местных марийцев в Казанское епархиальное управление и Святейший Синод об открытии монастыря для мариек. Настоятельницей монастыря была назначена игуменья Вера из Казанского Богородицкого женского монастыря.
В 1895 году была построена деревянная на каменном фундаменте церковь Введения во храм Пресвятой Богородицы. Отдельно от церкви в виде часовни была поставлена колокольня с 7 колоколами. Тогда же был построен двухэтажный на каменном фундаменте корпус, верхний этаж в котором занимала настоятельница, а на нижнем этаже размещалась школа живописи и рисования. Рядом с корпусом находился крытый колодец. В 1896 году монастырь обнесли деревянной оградой со Святыми вратами. Вне монастыря были построены дом для священника и странноприимный дом. В 1897 году были построены здание училища на 50 учениц и двухэтажный корпус, с трапезной и кухней на нижнем этаже и кельями для сестёр на верхнем этаже. В ведении монастыря находились 3 амбара, скотный двор с четырьмя избами для рабочих сестёр, 2 сарая и 3 отдельных колодца, фруктовые сады, огороды, пчельник. В 1898 году был построен новый большой двухэтажный дом, на верхнем этаже которого была больница, а на нижнем — богадельня. В 1900 году началось строительство каменной церкви Иверской иконы Божией Матери. Таким образом, за три года были построены все основные церкви и хозяйственные постройки монастыря, чему особенно способствовала помощь местных марийцев. В 1909 году монастырь получил во владение ветряную и мукомольную мельницы и кирпичный завод.
Одновременно с материальными благосостоянием росло христианско-просветительское значение монастыря. В монастыре действовала школа грамоты (с 1895 года, церковно-приходская школа с 1897 года). В школе обучалось 45 мариек, содержавшихся частью за счёт монастыря, частью за счёт родителей, привозивших сюда свой хлеб. В монастыре находились также школа живописи и рисования, рукодельная школа.
В разные годы в монастыре число монахинь и инокинь, мариек по национальности, постоянно росло: в 1896 году их было 120 человек, в 1897 году — 140 человек, в 1898 году — 200 человек, в 1904 году — 252 человека.
В 1921 году советская власть закрыла монастырь. Здесь размещались коммуна, правление колхоза им. Сталина, Вершино-Сумский с/с (1931—1959), интернат для инвалидов войны, Вершино-Сумская школа (с 1955 года). За годы советской власти было уничтожено практически все. К началу 2000-х годов сохранилось лишь двухэтажное здание бывшей трапезной из красного кирпича.
Несколько лет протоиерей Геннадий Ромашов, настоятель Пайгусовского прихода, на территории которого располагался монастырь, добивался передачи территории бывшей обители в ведение епархии, что и осуществило в 2007 году.
На престольный праздник Введения во храм Пресвятой Богородицы в 2007 году собралось около двухсот местных жителей. Впервые в воссозданной домовой церкви был отслужен молебен и совершено водоосвящение. Завершился престольный праздник крестным ходом.
Монастырь восстанавливается силами и на средства местных жителей близлежащих деревень с благословения священнослужителей благочиния

## Игуменьи
- Игуменья Вера (1898—1901);
- Игуменья Миропия (1901—1921).